# Epidendrum pseudepidendrum
Epidendrum pseudepidendrum là một loài phong lan bản địa Costa Rica và Panama. Nó nở hoa nhiều lần trong nhiều năm. Loài E. xanthoianthinum Hágsater (1993) đã được mô tả là một biến thể màu vàng của loài này, với danh pháp E. pseudepidendrum var. auratum Rchb.f. (1885).